# وارن ویلیام
وارن ویلیام (انگلیسی: Warren William؛ ۲ دسامبر ۱۸۹۴ – ۲۴ سپتامبر ۱۹۴۸) هنرپیشه اهل ایالات متحده آمریکا بود. وی بین سال‌های ۱۹۲۰ تا ۱۹۴۷ میلادی فعالیت می‌کرد.
از فیلم‌هایی که وی در آن نقش داشته است، می‌توان به خانمی برای یک روز، گذرنامه برای سوئز و مرد گرگ‌نما اشاره کرد.